# 蒙特卡斯泰洛
蒙特卡斯泰洛（義大利語：Montecastello），是意大利亚历山德里亚省的一个市镇。总面积7.62平方公里，人口327人，人口密度42.9人/平方公里（2009年）。ISTAT代码为006105。